# Monte Redondo (Leiria)
Monte Redondo ist ein Ort und eine ehemalige Gemeinde (Freguesia) im portugiesischen Kreis Leiria. Die Gemeinde hatte 4409 Einwohner (Stand 30. Juni 2011).
Am 29. September 2013 wurden die Gemeinden Monte Redondo und Carreira zur neuen Gemeinde União das Freguesias de Monte Redondo e Carreira zusammengeschlossen. Monte Redondo ist der Sitz dieser neu gebildeten Gemeinde.

## Söhne und Töchter der Gemeinde
- João Pereira Venâncio, katholischer Bischof von Leiria (1904–1985)